# Bing Crosby
Harry Lillis Crosby, Jr., detto Bing (Tacoma, 3 maggio 1903 – Madrid, 14 ottobre 1977), è stato un cantante, attore e comico statunitense.
Una delle voci più amate del XX secolo, Crosby fu tra i primi cantanti a prestare il volto per il cinema, ottenendo enorme successo in musical e commedie tra gli anni trenta, quaranta e cinquanta mantenendo un'ottima carriera anche negli anni successivi. La sua incisione di White Christmas, la canzone scritta da Irving Berlin, è il singolo più venduto di tutti i tempi, con oltre 50 milioni di copie vendute in tutto il mondo.
Con una carriera artistica lunga mezzo secolo, considerato la prima stella multimediale, Bing Crosby fu l'artista musicale più venduto e di maggior successo del XX secolo, anche al di fuori del suo campo artistico. Uno dei primi artisti multimediali, tra il 1934 e il 1954 collezionò numerosi album vendutissimi, ottime valutazioni sulle stazioni radio e film di fama mondiale. È spesso considerato uno degli attori musicali più famosi della storia ed è oggi la voce umana più registrata elettronicamente. Il prestigio artistico di Crosby è universale, ed è stato ispiratore per altri grandi interpreti maschili, come Frank Sinatra, Perry Como,Dean Martin, John Lennon, Elvis Presley,Michael Bublé.
Ha venduto oltre 1 miliardo di dischi in tutto il mondo, detenendo probabilmente il record, così come è sua la canzone più venduta al mondo, "White Christmas".
Crosby era così famoso e popolare intorno alla metà del XX secolo nel mondo che un sondaggio condotto all'epoca rivelò che Crosby era più famoso e rispettato di papa Pio XII.
Il suo successo in classifica rimane impressionante, avendo ottenuto 41 singoli al numero 1 nelle classifiche musicali (43 considerando la seconda e la terza riproposizione di "White Christmas"), più di The Beatles con 24 e Elvis Presley con 18 dischi.. Le sue registrazioni hanno raggiunto le classifiche 396 volte, più di Frank Sinatra (209) e Elvis Presley (149) messi insieme.
Crosby ha avuto singoli in classifica ogni anno tra il 1931 e il 1954, oltre a 24 singoli popolari solo nel 1939.
Ha effettuato oltre 2000 registrazioni commerciali e circa 4.000 spettacoli radiofonici, oltre a un ampio elenco di apparizioni cinematografiche e televisive; ecco perché è considerato l'artista più registrato della storia.
Ha tre stelle sulla Hollywood Walk of Fame: una per le registrazioni, una per la radio e una per i film.
Ha quattro spettacoli nella Grammy Hall of Fame Award, un premio speciale istituito nel 1973 per onorare le registrazioni di "significato qualitativo e storico".

## Biografia
Harry Lillis Crosby Junior nacque a Tacoma nel 1903 da Harry Lillis Crosby (1870–1950) e Catherine Helen "Kate"Harrigan (1873–1964). Nel 1910 venne soprannominato "Bing" per via di una rubrica settimanale del quotidiano locale Spokesman-Review, chiamata The Bingville Bugle, della quale Crosby, già all'età di 7 anni, era fervido lettore.
Amico d'infanzia di Al Rinker, fratello minore della cantante Mildred Bailey, grazie alle cui conoscenze, appena terminati gli studi, i due ragazzi entrarono a far parte dei Rhythm Boys diretti da Paul Whiteman, Crosby si impose all'attenzione nazionale proprio grazie alla famosa Whiteman Orchestra, con la quale fece il suo debutto cinematografico nel film Il re del jazz (1930).

### Il cinema

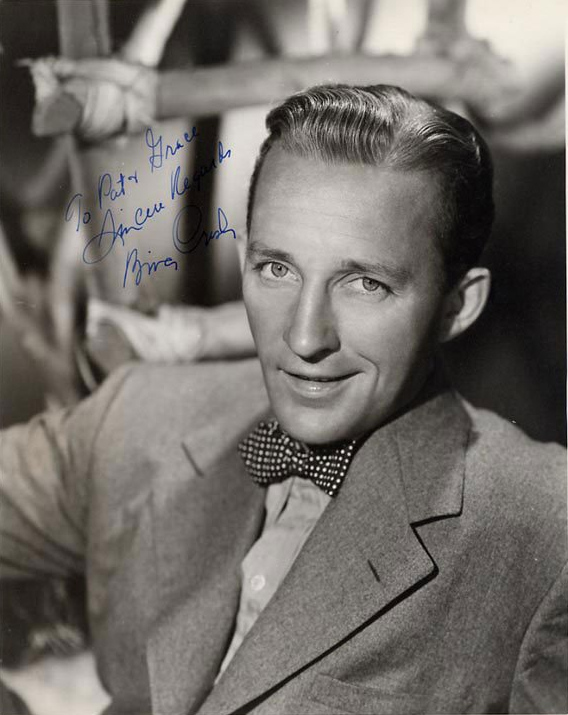
Bing Crosby nel 1943

Dopo quel film (al quale partecipò come componente della Whiteman Orchestra, non accreditato), il suo primo ruolo riconosciuto fu in Mi sposo... e torno! (1930), al fianco di Douglas Fairbanks; la carriera cinematografica di Bing Crosby coprì ben quattro decenni, dagli anni trenta fino agli anni sessanta, con una ottantina di film all'attivo. Furono principalmente commedie musicali, dove egli poté mettere a frutto il suo talento canoro. In alcuni film diede prova comunque delle sue capacità di recitazione anche in ruoli drammatici.
Nel 1945 vinse l'Oscar al miglior attore per l'interpretazione di Padre O'Malley nella commedia La mia via. Sulla scena formò un lungo sodalizio con il comico Bob Hope; i due attori girarono assieme undici film, da La danzatrice di Singapore (1940) a Astronauti per forza (1962). Tra i suoi film più noti, citiamo anche Il valzer dell'imperatore (1948), con Joan Fontaine, Bianco Natale (1954), al fianco di Danny Kaye, La ragazza di campagna (1954) e Alta società (1956), (entrambi con Grace Kelly), I 4 di Chicago (1964), con Frank Sinatra e altri componenti del Rat Pack.

### White Christmas
La canzone White Christmas (in italiano Bianco Natale) fu scritta da Irving Berlin per la colonna sonora del film La taverna dell'allegria (1942). Bing Crosby, dopo averla ascoltata per la prima volta, non ne fu particolarmente colpito, tanto da dire al famoso compositore: "Ecco un'altra delle tue canzoni per piangere".
Il brano fu un successo planetario. Ricevette l'Oscar alla migliore canzone e il 3 ottobre 1942 raggiunse il primo posto nella classifica americana. Da allora, White Christmas è sempre riapparsa in classifica ogni anno in prossimità del Natale e ha venduto oltre 50 milioni di copie nel mondo solo nella versione di Bing Crosby. La prima versione fu pubblicata anche in Italia dalla Fonit, ma la censura del regime fascista ne vietò la trasmissione alla radio; il brano divenne quindi popolare solo con la fine della seconda guerra mondiale.
White Christmas fu il più importante, ma non l'unico, successo "natalizio" di Bing Crosby. Silent Night (versione inglese di Stille Nacht), I'll be home for Christmas, Too-Ra-Lo-Ra-Loo-Ral, Rudolph, the red-nosed reindeer furono tra i pezzi più noti del suo repertorio, conosciuti e amati non solo negli Stati Uniti, ma anche all'estero. Crosby fu così l'iniziatore di una nuova tradizione: le canzoni pop di Natale. Fino ad allora, le carole anglosassoni e i brani di musica classica erano stati l'unica colonna sonora delle festività natalizie.

### Le canzoni
Raggiunse una grande fama di solista nel 1931 con la canzone Out of Nowhere. I suoi singoli arrivarono per 38 volte al numero 1 della hit parade americana, un record che non fu raggiunto né da Elvis Presley né dai Beatles. Fu il primo artista a ricevere il Grammy Award alla carriera, nel 1962.

### Radio e televisione
Bing Crosby fu molto attivo anche alla radio e in televisione. Condusse numerosi programmi radiofonici tra gli anni trenta e cinquanta, presentò uno spettacolo televisivo nel 1964-1965 e collezionò numerose apparizioni in televisione. Preferiva registrare in anticipo i suoi programmi radiofonici. Tale richiesta, da parte di un personaggio così popolare, fu un fattore determinante nello sviluppo e nella adozione da parte dell'industria radiofonica della registrazione audio su nastro magnetico. Lo stesso accadde successivamente per la televisione: Crosby chiese di registrare in anticipo le puntate dei suoi show, e questo diede impulso allo sviluppo della registrazione videomagnetica, collaborando anche con notevoli investimenti personali alle ricerche della Ampex e di altri produttori di nastri ed apparecchiature.

## Statistiche della sua carriera
Per quindici anni (1934, 1937, 1940, 1943-1954), Crosby fu tra i primi dieci nelle vendite al botteghino e per cinque di quegli anni (1944-1948) guidò il mondo. Ha cantato quattro canzoni vincitrici del premio Oscar: "Sweet Leilani" (1937), "White Christmas" (1942), "Swinging on a Star" (1944), "In the Cool, Cool, Cool of the Evening" (1951) - e ha vinto l'Oscar come miglior attore nel 1945 per il suo ruolo in Going My Way (1944).
Un sondaggio del 2000 ha rilevato che con 1.077.900.000 di biglietti venduti, Crosby era il terzo attore più popolare di tutti i tempi, dietro Clark Gable (1.168.300.000) e John Wayne (1.114.000.000). L'Almanacco Internazionale del Cinema lo ha elencato in parità per il secondo posto nella classifica numero uno delle star di sempre con Clint Eastwood, Tom Hanks e Burt Reynolds. Il suo film più popolare, White Christmas, ha incassato 30 milioni di dollari nel 1954 (286 milioni al valore attuale).
Ha ricevuto 23 dischi d'oro e di platino, secondo il libro Million Selling Records. La Recording Industry Association of America non istituì il suo programma di certificazione dei dischi d'oro fino al 1958. Prima del 1958, i dischi d'oro venivano assegnati dalle case discografiche. Universal Music, proprietario del catalogo Decca di Crosby, non ha mai richiesto la certificazione RIAA per nessuno dei suoi singoli di successo.
Crosby ha tracciato 23 successi di tabellone per le affissioni di 47 canzoni registrate con vendite di dischi di Decca superiori a quelle dello stesso Crosby negli anni '40. Un'associazione che ha prodotto quattro milioni di singoli: "Pistol Packin 'Mama", "Jingle Bells", " Don't Fence Me In "e" South America, Take Away ".
Nel 1962 Crosby ricevette il Grammy Lifetime Achievement Award. È stato inserito nelle hall of fame sia per la radio che per la musica popolare. Nel 2007 è stato inserito nella Hit Parade Hall of Fame e nel 2008 nella Western Music Hall of Fame.

## Stile di canto e caratteristiche vocali
Crosby fu uno dei primi cantanti a proporsi con uno stile dolce e confidenziale, invece di ricorrere al forte dispiegamento della voce tipico dell'era del vaudeville e di cantanti come Al Jolson. Era, per sua stessa definizione, un "phraser", un cantante che poneva uguale enfasi sia sul testo che sulla musica. Il suo amore per il jazz contribuì a far conoscere il genere ad un pubblico più ampio.  Già nelle prime esibizioni canore con i Rhythm Boys, Crosby scelse un approccio e un fraseggio ispirati dal jazz.  Louis Armstrong e Bessie Smith gli erano già stati presentati dalla sua prima apparizione nel disco. Crosby e Armstrong rimasero amici per decenni, e cantarono insieme il motivo Now You Has Jazz nel film Alta società (1956).
Durante la prima parte della sua carriera da solista (circa 1931-1934), lo stile di ronzio spesso emotivo di Crosby era popolare. Ma Jack Kapp, manager di Brunswick e successivamente Decca, lo convinse ad abbandonare molti dei suoi gesti più jazzistici a favore di un chiaro stile vocale. Crosby ha accreditato Kapp per aver scelto canzoni di successo, collaborando con molti altri musicisti e, soprattutto, diversificando il suo repertorio attraverso più stili e generi. Kapp ha aiutato Crosby ad avere successi numero uno nella musica natalizia, hawaiana e country, e nei primi trenta in musica irlandese, musica francese, ritmo, blues e ballate.
Crosby ha avuto un'idea: il fraseggio o l'arte di far suonare il testo di una canzone diventa realtà. Tommy Dorsey disse a Sinatra più e più volte: "C'è solo un cantante che dovresti ascoltare e il suo nome è Bing Crosby, l'unica cosa che conta per lui sono le parole, e questa è l'unica cosa che dovrebbe essere per te."
Il critico Henry Pleasants ha scritto:
[Mentre] l'ottava dal Si bemolle al Si bemolle nella voce di Bing in quel momento [1930] è, ai miei orecchi, uno dei più belli che ho sentito in quarantacinque anni e che ho sentito baritoni, sia classici che popolare, tuttavia il suo canto è migliorato notevolmente negli anni successivi. Dalla metà degli anni '50, Bing era stato più a suo agio in una gamma di bassi mantenendo la qualità del baritono, con la migliore ottava da Sol a Sol, o anche da Fa a Fa. In una registrazione ha realizzato "Dardanella" con Louis Armstrong nel 1960, attacca leggermente e facilmente su un piano Mi basso. Questo è inferiore alla maggior parte dei bassi d'opera che vogliono avventurarsi fuori, e tendono a suonare come se fossero nel seminterrato quando arrivano lì.

## Ultimi anni
Nella sua maturità, Bing Crosby si trasferì nella città di La Paz (Bassa California del Sud, Messico), dove alternò le vacanze in famiglia con un grande lavoro sociale. A Las Cruces, una spa quasi isolata, ha goduto (con le sue stesse parole) alcuni dei migliori giorni della sua vita, sempre in compagnia della sua famiglia.
Amava molto il golf e morì inaspettatamente, apparentemente per un infarto, mentre lo praticava al Real Club La Moraleja, nella zona residenziale di La Moraleja, situata ad Alcobendas, vicino a Madrid (Spagna) il 14 ottobre 1977. Accanto a lui c'era il golfista spagnolo Manuel Piñero. Dal 1946 era proprietario della squadra di baseball dei Pittsburgh Pirates. Quando la squadra ha giocato la settima (e ultima) partita delle World Series del 1960, Crosby ha preferito viaggiare a Parigi per superstizione, chiedendo che l'incontro fosse registrato su nastri, che dopo averli visti ha tenuto nella sua cantina dove sono stati conservati e sono stati riscoperti nel 2009. Il gioco è stato trasmesso nel dicembre 2010 dalla televisione via cavo.
Era anche un appassionato di corse, possedendo una scuderia in California e in seguito un puledro di nome Meadow Court, che vinse l'Irby Derby del 1965. Tuttavia, sarebbe stato ricordato meglio per i suoi fallimenti equestri, immortalato dalle battute in radio e cinema sui cavalli che non hanno mai lasciato il gioco.
Bing Crosby sposò l'attrice e cantante Dixie Lee nel 1930 con la quale ebbe quattro figli: Gary, Dennis, Philip e Lindsay. Dopo la morte di Lee per cancro ovulare nel 1952, Crosby sposò l'attrice Kathryn Grant nel 1957. Ebbero tre figli: Harry Lillis III, Mary (entrambi attori) e Nathaniel (golfista professionista). Lindsay e Dennis si suicidarono rispettivamente nel 1989 e nel 1991 all'età di 51 e 56 anni. Gary è morto nel 1995 per cancro al polmone a 62 anni e Philip è morto a causa di un infarto a 69 nel 2004.
Crosby avrebbe sofferto di alcolismo per gran parte della sua vita.
Un libro di memorie di suo figlio Gary, dal titolo Going My Own Way, è stato pubblicato nel 1983. Il figlio lo ha dipinto come un cattivo padre, egoista, avido, dittatoriale; tuttavia suo fratello minore Philip ha negato la versione del fatti che invece furono parzialmente confermati da Dennis e Lindsay (e da Bob, il fratello minore di Bing), sebbene entrambi ritenessero comunque il libro molto esagerato.

## Malattia e morte

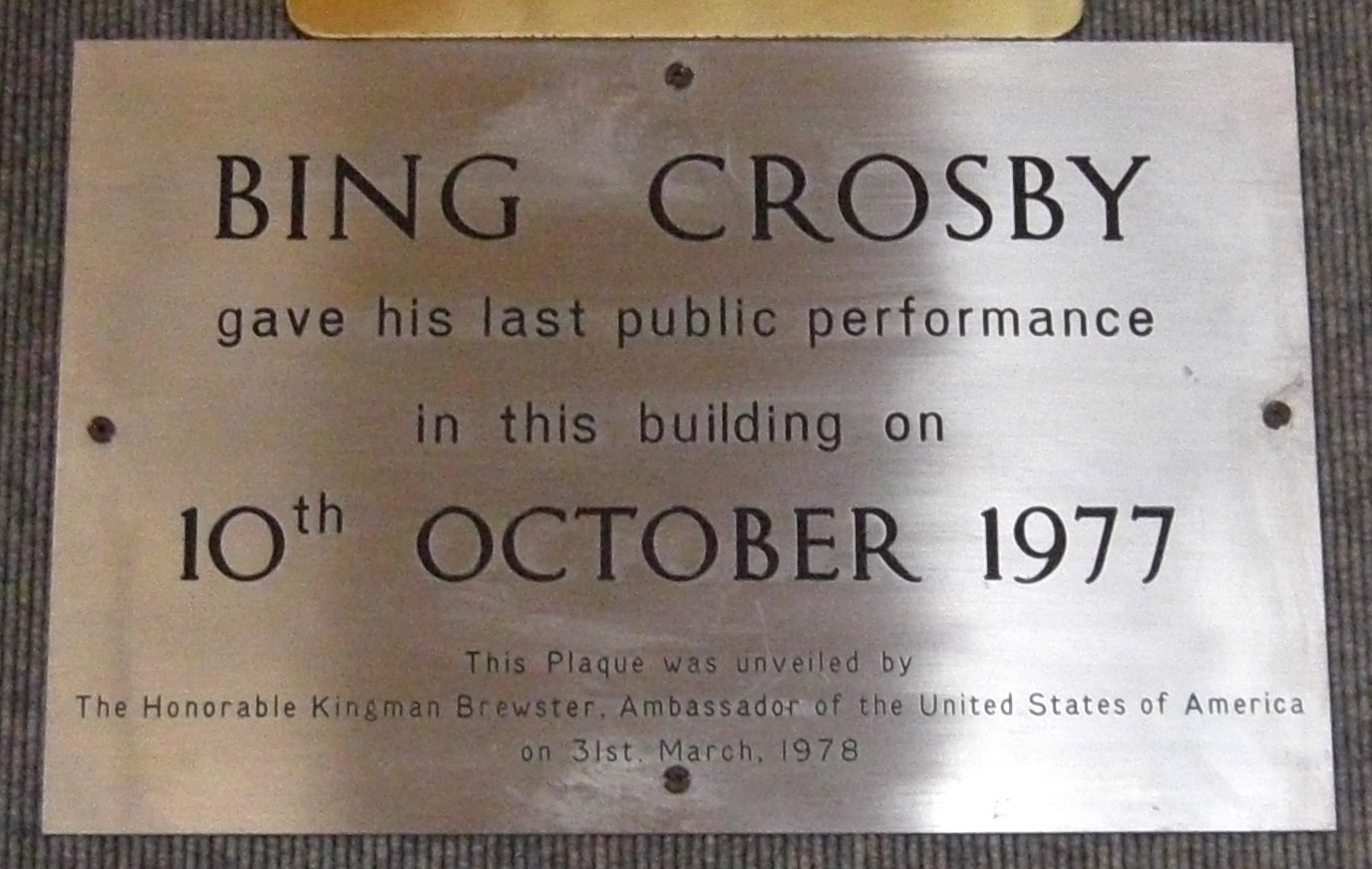
Targa commemorativa dell'ultimo spettacolo al Brighton Centre di Brighton

Dopo il suo recupero per una infezione al polmone destro nel gennaio 1974, Crosby emerse dal semi-pensionamento per iniziare una nuova serie di album e concerti. Nel marzo 1977, dopo aver registrato presso l'Ambasciatore Auditorium di Pasadena per la CBS per commemorare il suo 50º anniversario nel mondo dello spettacolo, Crosby cadde dal palco riportando fratture che richiesero un mese di ospedale. La sua prima esibizione dopo l'incidente fu il suo ultimo concerto americano, il 16 agosto 1977.
A settembre, Crosby, la sua famiglia e la cantante Rosemary Clooney iniziarono un tour di concerti in Gran Bretagna, che includeva due settimane al London Palladium. Mentre si trovava nel Regno Unito, Crosby registrò il suo ultimo album, Seasons, e il suo ultimo speciale televisivo di Natale con ospite David Bowie l'11 settembre (lo speciale andò in onda poco più di un mese dopo la morte di Crosby). Il suo ultimo concerto ebbe luogo al Brighton Center il 10 ottobre, quattro giorni prima della sua morte, con l'artista britannica Dame Gracie Fields. Il giorno successivo si recò negli studi della BBC Maida Vale per uno spettacolo radiofonico dove cantò otto canzoni. Più tardi incontrò Chris Harding per scattare fotografie per la copertina dell'album Seasons.
Il 13 ottobre, Crosby si recò da solo in Spagna per giocare a golf e cacciare pernici. Il 14 ottobre giocò presso il campo da golf La Moraleja vicino a Madrid. Il suo compagno era il campione della Coppa del Mondo Manuel Piñero; i suoi avversari erano il presidente del club, César de Zulueta e Valentín Barrios. Secondo Barrios, Crosby era di buon umore durante il giorno e venne fotografato più volte durante il round. Sulla nona buca, gli operai edili che costruivano una casa vicina lo riconobbero e, quando gli fu chiesto un brano, Crosby cantò Strangers in the Night. Quando Crosby e il suo gruppo tornarono alla club house, Crosby disse: "È stata una grande partita di golf, gente", e poi "Beviamo una Coca-Cola". Verso le 18.30 circa, Crosby crollò a circa 20 metri dall'ingresso della clubhouse e morì all'istante per un attacco di cuore. Nella clubhouse, e successivamente nell'ambulanza, il medico cercò di rianimarlo ma senza successo. All'ospedale Reina Victoria fu dichiarato morto. Il 18 ottobre, dopo una messa funebre privata nella chiesa cattolica di St. Paul a Westwood, Crosby venne sepolto nel cimitero di Holy Cross a Culver City, in California. Una targa fu posta sul campo da golf in sua memoria.

## Discografia

### Singoli parziale
- 1927 - Side By Side (Rhythm Boys con Paul Whiteman) - 3ª posizione nella Billboard Hot 100
- 1927 - I'm Coming, Virginia (Rhythm Boys con Paul Whiteman) - 6ª posizione nella Billboard Hot 100
- 1927 - My Blue Heaven (con Paul Whiteman) - 1ª posizione nella Billboard Hot 100
- 1927 - The Calinda (con Paul Whiteman) - 7ª posizione nella Billboard Hot 100
- 1928 - Changes (con Paul Whiteman) - 4ª posizione nella Billboard Hot 100
- 1928 - Ol' Man River (con Paul Whiteman) - 1ª posizione nella Billboard Hot 100
- 1928 - Make Believe (con Paul Whiteman) - 7ª posizione nella Billboard Hot 100
- 1928 - Sunshine (con Paul Whiteman) - 6ª posizione nella Billboard Hot 100
- 1928 - Mississippi Mud (con Paul Whiteman) - 6ª posizione nella Billboard Hot 100
- 1928 - You Took Advantage of Me (con Paul Whiteman) - 9ª posizione nella Billboard Hot 100
- 1928 - I'm On the Crest of a Wave (con Paul Whiteman) - 6ª posizione nella Billboard Hot 100
- 1928 - Silent Night, Holy Night (con Paul Whiteman) - 6ª posizione nella Billboard Hot 100
- 1929 - Makin' Whoopee (con Paul Whiteman) - 8ª posizione nella Billboard Hot 100
- 1929 - Let's Do It (con Dorsey Brothers) - 9ª posizione nella Billboard Hot 100
- 1929 - Louise (con Paul Whiteman) - 6ª posizione nella Billboard Hot 100
- 1929 - Little Pal (con Paul Whiteman) - 9ª posizione nella Billboard Hot 100
- 1929 - I'm a Dreamer, Aren't We All (con Paul Whiteman) - 6ª posizione nella Billboard Hot 100
- 1929 - If I Had a Talking Picture of You (con Paul Whiteman) - 7ª posizione nella Billboard Hot 100
- 1929 - Great Day (con Paul Whiteman) - 1ª posizione nella Billboard Hot 100
- 1929 - Without a Song (con Paul Whiteman) - 6ª posizione nella Billboard Hot 100
- 1929 - A Bundle of Old Love Letters (con Paul Whiteman) - 10ª posizione nella Billboard Hot 100
- 1930 - You Brought a New Kind of Love To Me (con Paul Whiteman) - 3ª posizione nella Billboard Hot 100
- 1930 - It Must Be True (con Gus Arnheim) - 4ª posizione nella Billboard Hot 100
- 1930 - Three Little Words (con Duke Ellington) - 1ª posizione nella Billboard Hot 100
- 1930 - Them There Eyes (con Gus Arnheim & Rhythm Boys) - 7ª posizione nella Billboard Hot 100
- 1931 - The Little Things In Life (con Gus Arnheim) - 4ª posizione nella Billboard Hot 100
- 1931 - I Surrender Dear (con Gus Arnheim) - 3ª posizione nella Billboard Hot 100
- 1931 - One More Time (con Gus Arnheim) - 4ª posizione nella Billboard Hot 100
- 1931 - Out of Nowhere - 1ª posizione nella Billboard Hot 100
- 1931 - Ho Hum! (con Gus Arnheim & Loyce Whiteman) - 6ª posizione nella Billboard Hot 100
- 1931 - Wrap Your Troubles In Dreams - 4ª posizione nella Billboard Hot 100
- 1931 - Just One More Chance - 1ª posizione nella Billboard Hot 100
- 1931 - I Found a Million Dollar Baby - 2ª posizione nella Billboard Hot 100
- 1931 - I'm Through With Love - 3ª posizione nella Billboard Hot 100
- 1931 - At Your Command - 1ª posizione nella Billboard Hot 100
- 1931 - Many Happy Returns of the Day - 3ª posizione nella Billboard Hot 100
- 1931 - Stardust - 5ª posizione nella Billboard Hot 100
- 1931 - Dancing In the Dark - 3ª posizione nella Billboard Hot 100
- 1931 - I Apologize - 3ª posizione nella Billboard Hot 100
- 1931 - Sweet and Lovely - 9ª posizione nella Billboard Hot 100
- 1931 - Goodnight, Sweetheart - 5ª posizione nella Billboard Hot 100
- 1931 - A Faded Summer Love - 8ª posizione nella Billboard Hot 100
- 1931 - Gems from George White's Scandals (con Mills Brothers, Boswell Sisters & Victor Young) - 3ª posizione nella Billboard Hot 100
- 1932 - Dinah (con Mills Brothers) - 1ª posizione nella Billboard Hot 100
- 1932 - Can't We Talk It Over? (con Mills Brothers) - 10ª posizione nella Billboard Hot 100
- 1932 - Where the Blue of the Night (Meets the Gold of the Day) (Bing's Theme Song) - 4ª posizione nella Billboard Hot 100
- 1932 - Paradise - 7ª posizione nella Billboard Hot 100
- 1932 - Shine (con Mills Brothers) - 7ª posizione nella Billboard Hot 100
- 1932 - Lazy Day - 4ª posizione nella Billboard Hot 100
- 1932 - Sweet Georgia Brown - 2ª posizione nella Billboard Hot 100
- 1932 - Love Me Tonight - 4ª posizione nella Billboard Hot 100
- 1932 - Please - 1ª posizione nella Billboard Hot 100
- 1932 - Waltzing In a Dream - 6ª posizione nella Billboard Hot 100
- 1932 - Brother, Can You Spare a Dime? - 1ª posizione nella Billboard Hot 100
- 1933 - Just an Echo In the Valley - 2ª posizione nella Billboard Hot 100
- 1933 - I Don't Stand a Ghost of a Chance with You - 5ª posizione nella Billboard Hot 100
- 1933 - You're Getting To Be a Habit With Me - 1ª posizione nella Billboard Hot 100
- 1933 - Young and Healthy - 2ª posizione nella Billboard Hot 100
- 1933 - Shadow Waltz - 1ª posizione nella Billboard Hot 100
- 1933 - I've Got To Sing a Torch Song - 9ª posizione nella Billboard Hot 100
- 1933 - Learn To Croon - 3ª posizione nella Billboard Hot 100
- 1933 - Down the Old Ox Road - 8ª posizione nella Billboard Hot 100
- 1933 - Blue Prelude - 10ª posizione nella Billboard Hot 100
- 1933 - My Love - 4ª posizione nella Billboard Hot 100
- 1933 - Thanks - 2ª posizione nella Billboard Hot 100
- 1933 - The Day You Came Along - 3ª posizione nella Billboard Hot 100
- 1933 - The Last Round-Up - 2ª posizione nella Billboard Hot 100
- 1933 - Temptation - 3ª posizione nella Billboard Hot 100
- 1933 - Did You Ever See a Dream Walking? - 5ª posizione nella Billboard Hot 100
- 1934 - We'll Make Hay While the Sun Shines - 8ª posizione nella Billboard Hot 100
- 1934 - Little Dutch Mill - 1ª posizione nella Billboard Hot 100
- 1934 - Good Night, Lovely Little Lady - 2ª posizione nella Billboard Hot 100
- 1934 - Love Thy Neighbor - 2ª posizione nella Billboard Hot 100
- 1934 - May I? - 4ª posizione nella Billboard Hot 100
- 1934 - She Reminds Me Of You - 10ª posizione nella Billboard Hot 100
- 1934 - Love In Bloom - 1ª posizione nella Billboard Hot 100
- 1934 - Two Cigarettes In the Dark - 5ª posizione nella Billboard Hot 100
- 1934 - June In January - 1ª posizione nella Billboard Hot 100
- 1934 - Love Is Just Around the Corner - 8ª posizione nella Billboard Hot 100
- 1934 - With Every Breath I Take - 4ª posizione nella Billboard Hot 100
- 1935 - Soon - 1ª posizione nella Billboard Hot 100
- 1935 - It's Easy To Remember - 1ª posizione nella Billboard Hot 100
- 1935 - I Wished on the Moon - 2ª posizione nella Billboard Hot 100
- 1935 - Without a Word of Warning - 5ª posizione nella Billboard Hot 100
- 1935 - I Wish I Were Aladdin - 7ª posizione nella Billboard Hot 100
- 1935 - From the Top of Your Head - 10ª posizione nella Billboard Hot 100
- 1935 - Red Sails In the Sunset - 1ª posizione nella Billboard Hot 100
- 1935 - Silent Night, Holy Night (disco d'oro) - 7ª posizione nella Billboard Hot 100
- 1935 - On Treasure Island - 8ª posizione nella Billboard Hot 100
- 1936 - The Touch of Your Lips - 4ª posizione nella Billboard Hot 100
- 1936 - Robins and Roses - 2ª posizione nella Billboard Hot 100
- 1936 - I'm an Old Cowhand - 2ª posizione nella Billboard Hot 100
- 1936 - I Can't Escape From You - 7ª posizione nella Billboard Hot 100
- 1936 - Empty Saddles - 8ª posizione nella Billboard Hot 100
- 1936 - South Sea Island Magic - 3ª posizione nella Billboard Hot 100
- 1936 - Me and the Moon - 9ª posizione nella Billboard Hot 100
- 1936 - Pennies from Heaven - 1ª posizione nella Billboard Hot 100 - Grammy Hall of Fame Award 2004
- 1936 - Let's Call a Heart a Heart - 10ª posizione nella Billboard Hot 100
- 1937 - Sweet Leilani (disco d'oro) - 1ª posizione nella Billboard Hot 100
- 1937 - Blue Hawaii - 5ª posizione nella Billboard Hot 100
- 1937 - Too Marvelous For Words - 1ª posizione nella Billboard Hot 100
- 1937 - What Will I Tell My Heart? - 5ª posizione nella Billboard Hot 100
- 1937 - Sweet Is the Word For You - 8ª posizione nella Billboard Hot 100
- 1937 - Never In a Million Years - 2ª posizione nella Billboard Hot 100
- 1937 - Moonlight and Shadows - 10ª posizione nella Billboard Hot 100
- 1937 - Peckin' - 9ª posizione nella Billboard Hot 100
- 1937 - The Moon Got In My Eyes - 1ª posizione nella Billboard Hot 100
- 1937 - It's the Natural Thing To Do - 2ª posizione nella Billboard Hot 100
- 1937 - Remember Me? - 1ª posizione nella Billboard Hot 100
- 1937 - I Still Love To Kiss You Goodnight - 6ª posizione nella Billboard Hot 100
- 1937 - Can I Forget You? - 8ª posizione nella Billboard Hot 100
- 1937 - Bob White (Whatcha Gonna Swing Tonight?) (con Connee Boswell) - 1ª posizione nella Billboard Hot 100
- 1937 - The One Rose (That's Left In My Heart) - 8ª posizione nella Billboard Hot 100
- 1937 - Sail Along, Silvery Moon - 4ª posizione nella Billboard Hot 100
- 1938 - When the Organ Played 'O, Promise Me - 5ª posizione nella Billboard Hot 100
- 1938 - There's a Gold Mine In the Sky - 6ª posizione nella Billboard Hot 100
- 1938 - On the Sentimental Side - 4ª posizione nella Billboard Hot 100
- 1938 - Moon of Manakoora - 10ª posizione nella Billboard Hot 100
- 1938 - Let Me Whisper I Love You - 7ª posizione nella Billboard Hot 100
- 1938 - When Mother Nature Sings Her Lullaby - 3ª posizione nella Billboard Hot 100
- 1938 - Now It Can Be Told - 7ª posizione nella Billboard Hot 100
- 1938 - I've Got a Pocketful of Dreams - 1ª posizione nella Billboard Hot 100
- 1938 - Small Fry (con Johnny Mercer) - 3ª posizione nella Billboard Hot 100
- 1938 - Mr. Gallagher & Mr. Shean (con Johnny Mercer) - 7ª posizione nella Billboard Hot 100
- 1938 - Alexander's Ragtime Band (con Connee Boswell) - 1ª posizione nella Billboard Hot 100
- 1938 - Mexicali Rose - 3ª posizione nella Billboard Hot 100
- 1938 - My Reverie - 3ª posizione nella Billboard Hot 100
- 1938 - You Must Have Been a Beautiful Baby - 1ª posizione nella Billboard Hot 100
- 1938 - Silent Night (re-entry) - 10ª posizione nella Billboard Hot 100
- 1939 - You're a Sweet Little Headache - 3ª posizione nella Billboard Hot 100
- 1939 - I Have Eyes - 4ª posizione nella Billboard Hot 100
- 1939 - The Funny Old Hills - 5ª posizione nella Billboard Hot 100
- 1939 - East Side of Heaven - 6ª posizione nella Billboard Hot 100
- 1939 - Sing a Song of Sunbeams - 8ª posizione nella Billboard Hot 100
- 1939 - Little Sir Echo - 3ª posizione nella Billboard Hot 100
- 1939 - And the Angels Sing - 10ª posizione nella Billboard Hot 100
- 1939 - Alla En El Rancho Grande - 6ª posizione nella Billboard Hot 100
- 1939 - An Apple For Teacher (con Connee Boswell) - 2ª posizione nella Billboard Hot 100
- 1939 - Go Fly a Kite - 10ª posizione nella Billboard Hot 100
- 1939 - A Man and His Dream - 4ª posizione nella Billboard Hot 100
- 1939 - What's New? - 2ª posizione nella Billboard Hot 100
- 1939 - Yodelin' Jive (con Andrews Sisters) - 4ª posizione nella Billboard Hot 100
- 1940 - I'm Too Romantic - 3ª posizione nella Billboard Hot 100
- 1940 - The Singing Hills - 3ª posizione nella Billboard Hot 100
- 1940 - April Played the Fiddle - 10ª posizione nella Billboard Hot 100
- 1940 - Sierra Sue - 1ª posizione nella Billboard Hot 100
- 1940 - Trade Winds - 1ª posizione nella Billboard Hot 100
- 1940 - Can't Get Indiana Off My Mind - 8ª posizione nella Billboard Hot 100
- 1940 - That's For Me - 9ª posizione nella Billboard Hot 100
- 1940 - Only Forever - 1ª posizione nella Billboard Hot 100 per 9 settimane
- 1941 - Along the Santa Fe Trail - 4ª posizione nella Billboard Hot 100
- 1941 - New San Antonio Rose - 7ª posizione nella Billboard Hot 100
- 1941 - Dolores - 2ª posizione nella Billboard Hot 100
- 1941 - You and I - 5ª posizione nella Billboard Hot 100
- 1941 - 'Til Reveille - 6ª posizione nella Billboard Hot 100
- 1941 - The Whistler's Mother-in-law (con Muriel Lane) - 9ª posizione nella Billboard Hot 100
- 1941 - Shepherd Serenade - 4ª posizione nella Billboard Hot 100
- 1942 - Deep in the Heart of Texas - 3ª posizione nella Billboard Hot 100
- 1942 - I Don't Want To Walk Without You - 9ª posizione nella Billboard Hot 100
- 1942 - Miss You - 9ª posizione nella Billboard Hot 100
- 1942 - Be Careful, It's My Heart - 2ª posizione nella Billboard Hot 100
- 1942 - White Christmas (disco d'oro) - 1ª posizione nella Billboard Hot 100 per 11 settimane - Grammy Hall of Fame Award 1974
- 1942 - Moonlight Becomes You - 1ª posizione nella Billboard Hot 100
- 1943 - Sunday, Monday, or Always (disco d'oro) - 1ª posizione nella Billboard Hot 100 per 7 settimane
- 1943 - If You Please - 5ª posizione nella Billboard Hot 100
- 1943 - People Will Say We're in Love - 2ª posizione nella Billboard Hot 100
- 1943 - Oh, What a Beautiful Mornin' - 4ª posizione nella Billboard Hot 100
- 1943 - Pistol Packin' Mama (con Andrews Sisters) (disco d'oro) - 2ª posizione nella Billboard Hot 100
- 1943 - Victory Polka (con Andrews Sisters) - 5ª posizione nella Billboard Hot 100
- 1943 - I'll Be Home for Christmas (disco d'oro) - 3ª posizione nella Billboard Hot 100
- 1943 - White Christmas (re-entry) - 6ª posizione nella Billboard Hot 100
- 1944 - San Fernando Valley - 1ª posizione nella Billboard Hot 100
- 1944 - Poinciana - 3ª posizione nella Billboard Hot 100
- 1944 - I Love You - 1ª posizione nella Billboard Hot 100 per 5 settimane
- 1944 - I'll Be Seeing You - 1ª posizione nella Billboard Hot 100 per 4 settimane
- 1944 - Swinging on a Star (disco d'oro) - 1ª posizione nella Billboard Hot 100 per 9 settimane - Oscar alla migliore canzone - Grammy Hall of Fame Award 2002
- 1944 - Is You Is or Is You Ain't My Baby (con Andrews Sisters) - 2ª posizione nella Billboard Hot 100
- 1944 - Amor - 2ª posizione nella Billboard Hot 100
- 1944 - Long Ago (and Far Away) - 5ª posizione nella Billboard Hot 100
- 1944 - A Hot Time in the Town of Berlin (con Andrews Sisters) - 1ª posizione nella Billboard Hot 100
- 1944 - Too-Ra-Loo-Ra-Loo-Ral (disco d'oro) - 4ª posizione nella Billboard Hot 100
- 1944 - Don't Fence Me In (con Andrews Sisters) (disco d'oro) - 1ª posizione nella Billboard Hot 100 per 8 settimane - Grammy Hall of Fame Award 1998
- 1944 - White Christmas (re-entry) - 5ª posizione nella Billboard Hot 100
- 1945 - Evelina - 9ª posizione nella Billboard Hot 100
- 1945 - Ac-cent-chu-ate the Positive (con Andrews Sisters) - 2ª posizione nella Billboard Hot 100
- 1945 - The Three Caballeros (con Andrews Sisters) - 8ª posizione nella Billboard Hot 100
- 1945 - Just a Prayer Away - 4ª posizione nella Billboard Hot 100
- 1945 - Yah-ta-ta, Yah-ta-ta (Talk, Talk, Talk) (con Judy Garland) - 5ª posizione nella Billboard Hot 100
- 1945 - You Belong to My Heart - 3ª posizione nella Billboard Hot 100
- 1945 - Baia - 6ª posizione nella Billboard Hot 100
- 1945 - On the Atchison, Topeka and the Santa Fe - 3ª posizione nella Billboard Hot 100
- 1945 - If I Loved You - 8ª posizione nella Billboard Hot 100
- 1945 - Along the Navajo Trail (con Andrews Sisters) - 2ª posizione nella Billboard Hot 100
- 1945 - It's Been a Long, Long Time (con Les Paul Trio) - 1ª posizione nella Billboard Hot 100
- 1945 - I Can't Begin to Tell You con Carmen Cavallaro (disco d'oro) - 1ª posizione nella Billboard Hot 100 nel 1946
- 1945 - White Christmas (re-entry) - 1ª posizione nella Billboard Hot 100
- 1945 - Aren't You Glad You're You? - 8ª posizione nella Billboard Hot 100
- 1946 - Symphony - 3ª posizione nella Billboard Hot 100
- 1946 - Sioux City Sue - 3ª posizione nella Billboard Hot 100
- 1946 - Personality - 9ª posizione nella Billboard Hot 100
- 1946 - South America, Take It Away (con Andrews Sisters) (disco d'oro) - 2ª posizione nella Billboard Hot 100
- 1946 - White Christmas (re-entry) - 1ª posizione nella Billboard Hot 100
- 1947 - A Gal In Calico - 8ª posizione nella Billboard Hot 100
- 1947 - Tallahassee (con Andrews Sisters) - 10ª posizione nella Billboard Hot 100
- 1947 - Feudin' and Fightin' - 9ª posizione nella Billboard Hot 100
- 1947 - You Do - 8ª posizione nella Billboard Hot 100
- 1947 - How Soon (Will I Be Seeing You) - 6ª posizione nella Billboard Hot 100
- 1947 - Whiffenpoof Song (disco d'oro) - 7ª posizione nella Billboard Hot 100
- 1947 - White Christmas (re-entry) - 3ª posizione nella Billboard Hot 100
- 1948 - Ballerina - 10ª posizione nella Billboard Hot 100
- 1948 - Now Is the Hour (disco d'oro) - 1ª posizione nella Billboard Hot 100
- 1948 - White Christmas (re-entry) - 6ª posizione nella Billboard Hot 100
- 1949 - Far Away Places - 2ª posizione nella Billboard Hot 100
- 1949 - Galway Bay (disco d'oro) - 3ª posizione nella Billboard Hot 100
- 1949 - Some Enchanted Evening - 3ª posizione nella Billboard Hot 100
- 1949 - Dear Hearts and Gentle People (disco d'oro) - 2ª posizione nella Billboard Hot 100
- 1949 - Mule Train - 4ª posizione nella Billboard Hot 100
- 1949 - White Christmas (re-entry) - 5ª posizione nella Billboard Hot 100
- 1950 - Quicksilver (con Andrews Sisters) - 6ª posizione nella Billboard Hot 100
- 1950 - Chattanoogie Shoe Shine Boy - 4ª posizione nella Billboard Hot 100
- 1950 - Play a Simple Melody (con Gary Crosby) (disco d'oro) - 4ª posizione nella Billboard Hot 100
- 1950 - Sam's Song (con Gary Crosby) - 4ª posizione nella Billboard Hot 100
- 1950 - Harbor Lights - 8ª posizione nella Billboard Hot 100
- 1951 - Sparrow in the Treetop (con Andrews Sisters) - 8ª posizione nella Billboard Hot 100
- 1951 - When You and I Were Young, Maggie, Blues (con Gary Crosby) - 8ª posizione nella Billboard Hot 100
- 1952 - The Isle of Innisfree - 3ª posizione nella Official Singles Chart
- 1952 - Zing a Little Zong (con Jane Wyman) - 10ª posizione nella Official Singles Chart
- 1952 - Silent Night (re-entry) - 8ª posizione nella Official Singles Chart
- 1954 - Changing Partners - 9ª posizione nella Official Singles Chart
- 1955 - White Christmas (re-entry) - 7ª posizione nella Billboard Hot 100
- 1956 - True Love (con Grace Kelly) - 3ª posizione nella Billboard Hot 100 e 4ª posizione nella Official Singles Chart
- 1957 - Around the World - 5ª posizione nella Official Singles Chart
- 1977 - White Christmas (re-entry) - 5ª posizione nella Official Singles Chart
- 1982 - Peace on Earth/Little Drummer Boy (con David Bowie) - 3ª posizione nella Official Singles Chart

### Album
| Anno | Titolo | Casa discografica e numero di catalogo |
| ---- | --- | -------------------------------------- |
| 1945 | Merry Christmas | Decca Records, A-403                   |
| 1950 | Volume 1 | Brunswick, BL-58000                    |
| 1950 | Volume 2 | Brunswick, BL-58001                    |
| 1953 | Le Bing: Song Hits of Paris                                                                                                 |                                        |
| 1953 | Some Fine Old Chestnuts |                                        |
| 1954 | Selections from Irving Berlin's White Christmas (con Peggy Lee e Danny Kaye)                                                |                                        |
| 1954 | Bing: A Musical Autobiography                                                                                               |                                        |
| 1955 | Merry Christmas (riconfezionamento dell'omonimo album a 78 giri del 1945, reintitolato in seguito White Christmas nel 2000) |                                        |
| 1956 | High Society (con Frank Sinatra, Grace Kelly, e Louis Armstrong)                                                            | V                                      |
| 1956 | Songs I Wish I Had Sung the First Time Around                                                                               |                                        |
| 1956 | Bing Sings Whilst Bregman Swings                                                                                            |                                        |
| 1957 | Bing with a Beat |                                        |
| 1957 | How Lovely Is Christmas |                                        |
| 1957 | New Tricks |                                        |
| 1958 | Fancy Meeting You Here (con Rosemary Clooney)                                                                               |                                        |
| 1958 | A Christmas Sing with Bing Around the World                                                                                 |                                        |
| 1958 | That Christmas Feeling |                                        |
| 1959 | How the West was Won |                                        |
| 1959 | Join Bing and Sing Along |                                        |
| 1960 | El Señor Bing (Ripubblicato nel 2010 in formato CD dalla Collectors' Choice Music, con tracce aggiuntive)                   |                                        |
| 1960 | Bing and Satchmo (con Louis Armstrong)                                                                                      |                                        |
| 1960 | 101 Gang Songs |                                        |
| 1961 | Holiday in Europe Sing Along With Bing Crosby And His Friends                                                               |                                        |
| 1962 | On the Happy Side |                                        |
| 1962 | I Wish You a Merry Christmas (Ripubblicato nel 2006 come Bing Crosby's Christmas Classics)                                  |                                        |
| 1963 | Return to Paradise Islands                                                                                                  |                                        |
| 1963 | Great Country Hits |                                        |
| 1964 | America, I Hear You Singing (con Frank Sinatra e Fred Waring)                                                               | Reprise Records, FS-2020               |
| 1964 | Robin and the 7 Hoods (Soundtrack) (con Frank Sinatra, Dean Martin, e Sammy Davis Jr.)                                      |                                        |
| 1964 | 12 Songs of Christmas (con Frank Sinatra e Fred Waring)                                                                     |                                        |
| 1965 | That Travelin' Two-Beat (con Rosemary Clooney)                                                                              |                                        |
| 1965 | The Songs I Love |                                        |
| 1968 | Thoroughly Modern Bing |                                        |
| 1968 | The Songs I Love |                                        |
| 1969 | Hey Jude/Hey Bing! |                                        |
| 1971 | A Time to Be Jolly |                                        |
| 1972 | Bing 'n' Basie (con Count Basie)                                                                                            |                                        |
| 1975 | A Southern Memoir |                                        |
| 1975 | That's What Life Is All About                                                                                               |                                        |
| 1975 | Bingo Viejo |                                        |
| 1975 | A Couple of Song and Dance Men (con Fred Astaire)                                                                           |                                        |
| 1976 | Bing Crosby live at the London Palladium                                                                                    |                                        |
| 1976 | At My Time of Life |                                        |
| 1976 | Feels Good Feels Right |                                        |
| 1976 | Beautiful Memories |                                        |
| 1977 | Seasons |                                        |
| 1977 | The Greatest Hits of Bing Crosby (M.F. Productions 2 LP)                                                                    |                                        |
| 1977 | Where the Blue of the Night Meets the Gold of the Sky (Biograph BLP-M-1)                                                    |                                        |
| 1993 | Bing: His Legendary Years 1931-1957 (4-CD box set)                                                                          |                                        |
| 1998 | Bing Crosby: The Voice of Christmas (Christmas collection)                                                                  |                                        |
| 2009 | Bing Crosby Sings & Narrates Jack Be Nimble (Shout! Factory)                                                                |                                        |

## Filmografia

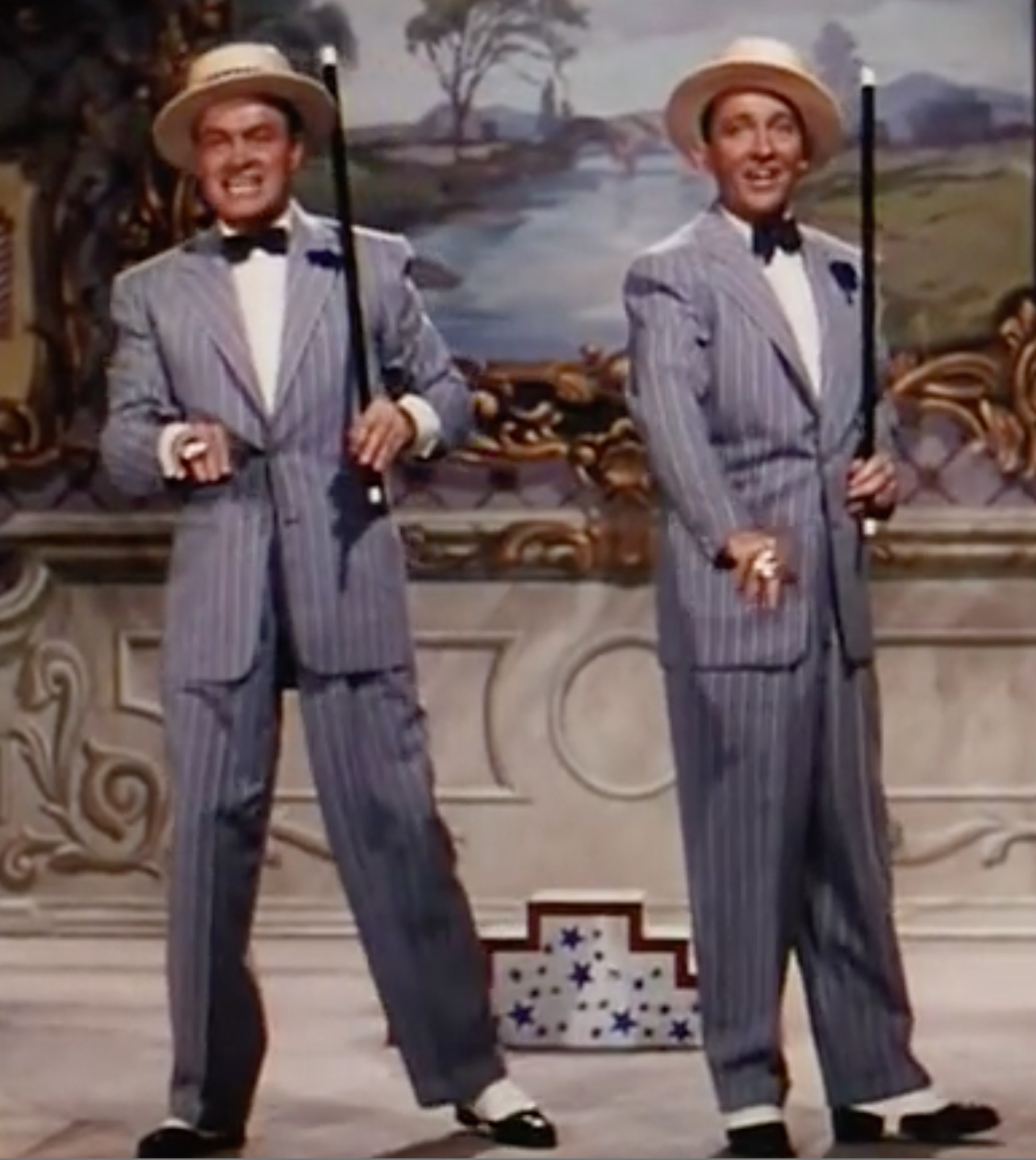
Bing Crosby con Bob Hope in La principessa di Bali (1952)

### Cinema
- Il re del jazz (King of Jazz), regia di John Murray Anderson e (non accreditato) Pál Fejös (1930)
- Check and Double Check, (1930)
- Mi sposo... e torno! (Reaching for the Moon), regia di Edmund Goulding (1930)
- I Surrender Dear, regia di Mack Sennett (1931)
- Confessions of a Co-Ed, regista di David Burton, Dudley Murphy (1931)
- The Big Broadcast, regia di Frank Tuttle (1932)
- College Humor, regia di Wesley Ruggles (1933)
- Too Much Harmony, regia di A. Edward Sutherland (1933)
- La strada per Hollywood (The Road to Hollywood), regia di Bud Pollard (1933)
- We're Not Dressing, regia di Norman Taurog (1934)
- She Loves Me Not, regia di Elliott Nugent (1934)
- La granduchessa e il cameriere (Here Is My Heart), regia di Frank Tuttle (1934)
- Mississippi, regia di A. Edward Sutherland e, non accreditato, Wesley Ruggles (1935)
- Two for Tonight, regia di Frank Tuttle (1935)
- The Big Broadcast of 1936, regia di Norman Taurog (1935)
- Anything Goes, regia di Lewis Milestone (1936)
- Rhythm on the Range, regia di Norman Taurog (1936)
- Pennies from Heaven, regia di Norman Z. McLeod (1936)
- Waikiki Wedding, regia di Frank Tuttle (1937)
- Double or Nothing, regia di Theodore Reed (1937)
- Dr. Rhythm, regia di Frank Tuttle (1938)
- Hollywood Handicap, regia di Buster Keaton (1938)
- Sing You Sinners, regia di Wesley Ruggles (1938)
- Paris Honeymoon, regia di Frank Tuttle (1939)
- Un angolo di cielo (East Side of Heaven), regia di David Butler (1939)
- The Star Maker, regia di Roy Del Ruth (1939)
- La danzatrice di Singapore (Road to Singapore), regia di Victor Schertzinger (1940)
- Rhythm on the River, regia di Victor Schertzinger (1940)
- Se fosse a modo mio (If I Had My Way), regia di David Butler (1940)
- Avventura a Zanzibar (Road to Zanzibar), regia di Victor Schertzinger (1941)
- Birth of the Blues, regia di Victor Schertzinger (1941)
- Avventura al Marocco (Road to Morocco), regia di David Butler (1942)
- Signorine, non guardate i marinai (Star Spangled Rhythm) di George Marshall e A. Edward Sutherland (1942)
- La taverna dell'allegria (Holiday Inn), regia di Mark Sandrich (1942)
- Dixie, regia di A. Edward Sutherland (1943)
- La mia via (Going My Way), regia di Leo McCarey (1944)
- Here Come the Waves, regia di Mark Sandrich (1944)
- Il pirata e la principessa (The Princess and the Pirate), regia di David Butler (1944)
- Duffy's Tavern, regia di Hal Walker (1945)
- Le campane di Santa Maria (The Bells of St. Mary's), regia di Leo McCarey (1945)
- I cercatori d'oro (Road to Utopia), regia di Hal Walker (1946)
- Cieli azzurri (Blue Skies), regia di Stuart Heisler e (non accreditato) Mark Sandrich (1946)
- Benvenuto straniero! (Welcome Stranger), regia di Elliott Nugent (1947)
- Rivista di stelle (Variety Girl), regia di George Marshall (1947)
- Avventura in Brasile (Road to Rio), regia di Norman Z. McLeod (1947)
- Il valzer dell'imperatore (The Emperor Waltz), regia di Billy Wilder (1948)
- Honor caddy (1948)
- La corte di re Artù (Connecticut Yankee in King Arthur's Court), regia di Tay Garnett (1949)
- La pietra dello scandalo (Top o' the Morning), regia di David Miller (1949)
- La gioia della vita (Riding High), regia di Frank Capra (1950)
- Assedio d'amore (Mr. Music), regia di Richard Haydn (1950)
- È arrivato lo sposo (Here Comes the Groom), regia di Frank Capra (1951)
- Il sogno dei miei vent'anni (Just for You), regia di Elliott Nugent (1952)
- La principessa di Bali (Road to Bali), regia di Hal Walker (1952)
- Per ritrovarti (Little Boy Lost), regia di George Seaton (1953)
- Bianco Natale (White Christmas), regia di Michael Curtiz (1954)
- La ragazza di campagna (The Country Girl), regia di George Seaton (1954)
- Quadriglia d'amore (Anything Goes), regia di Robert Lewis (1956)
- Alta società (High Society), regia di Charles Walters (1956)
- Tormento di un'anima (Man on Fire), regia di Ranald MacDougall (1957)
- Dinne una per me (Say One for Me), regia di Frank Tashlin (1959)
- In due è un'altra cosa (High Time), regia di Blake Edwards (1960)
- Astronauti per forza (The Road to Hong Kong), regia di Norman Panama (1962)
- I 4 di Chicago (Robin and the 7 Hoods), regia di Gordon Douglas (1964)
- I 9 di Dryfork City (Stagecoach), regia di Gordon Douglas (1966)
- Prenotazione annullata (1972)
- C'era una volta Hollywood (That's Entertainment!), regia di Jack Haley Jr. (1974)

### Televisione
- The Danny Thomas Hour – serie TV, episodio 1x05 (1967)

## Riconoscimenti

### Premio Oscar
- 1945 – Miglior attore protagonista per La mia via
- 1946 – Candidatura miglior attore protagonista per Le campane di Santa Maria
- 1955 – Candidatura miglior attore protagonista per La ragazza di campagna

### Golden Globe
- 1952 – Candidatura miglior attore in un film commedia o musicale per È arrivato lo sposo

## Doppiatori italiani
- Giulio Panicali in La danzatrice di Singapore, Avventura a Zanzibar, Avventura al Marocco, Signorine, non guardate i marinai, La taverna dell'allegria, I cercatori d'oro, Cieli azzurri, Benvenuto straniero!, Rivista di stelle, Avventura in Brasile, La pietra dello scandalo, La gioia della vita, Assedio d'amore, È arrivato lo sposo, Il sogno dei miei vent'anni, La principessa di Bali, Per ritrovarti, Bianco Natale, La ragazza di campagna, Quadriglia d'amore, Alta società, Dinne una per me, In due è un'altra cosa, Facciamo l'amore, Astronauti per forza
- Nando Gazzolo in Il valzer dell'imperatore (ridoppiaggio), Arriva Jesse James
- Michael Tor in La mia via
- Emilio Cigoli in Le campane di Santa Maria
- Stefano Sibaldi in La corte di re Artù
- Giorgio Capecchi in I 4 di Chicago
- Pino Locchi in I 9 di Dryfork City
- Giorgio Piazza in C'era una volta Hollywood
- Claudio Capone in Il pirata e la principessa (ridoppiaggio)
- Sergio Di Giulio in La principessa di Bali (ridoppiaggio)
- Antonio Palumbo in La mia via (ridoppiaggio)

Da doppiatore è sostituito da:
- Sergio Tedesco in Le avventure di Ichabod e Mr. Toad (narratore)
- Ferruccio Amendola in Le avventure di Ichabod e Mr. Toad (Brom Bones)